# Aedes deserticola
Aedes deserticola é um espécie de mosquito do género Aedes, pertencente à família Culicidae.